# (48639) 1995 TL8
(48639) 1995 TL8 (também escrito como (48639) 1995 TL8) é um corpo menor que está localizado no disco disperso, uma região do Sistema Solar, que possui uma magnitude absoluta de 5,4 e um diâmetro estimado de 194 km que é derivado de um suposto albedo de 0,09, sendo típico de objetos transnetunianos. Esse objeto tem um satélite natural relativamente grande, o S/2002 (48639) 1 que tem um diâmetro estimado de 161 km. O astrônomo Mike Brown lista este corpo celeste em sua página na internet como um candidato a possível planeta anão.

## Descoberta
(48639) 1995 TL8 foi descoberto no dia 15 de outubro de 1995 pelo astrônomo Arianna E. Gleason como parte do projeto Spacewatch, ele foi o primeiro dos corpos atualmente classificados como um objeto do disco disperso (SDO) a ser descoberto, que antecede o protótipo SDO (15874) 1996 TL66 por quase um ano.

## Características orbitais
A órbita de 65803 Didymos tem uma excentricidade de 0,234 e possui um semieixo maior de 52,401 UA. O seu periélio leva o mesmo a uma distância de 40,123 UA em relação ao Sol e seu afélio a 64,680 UA.

## Satélite
O companheiro de (48639) 1995 TL8, o S/2002 (48639) 1 foi descoberto por Denise C. Stephens e Keith S. Noll no dia 9 de novembro de 2002 a partir de observações feitas com o Telescópio Espacial Hubble e foi anunciado em 5 de outubro de 2005. O satélite, designado de S/2002 (48639) 1, é relativamente grande, tendo uma massa susceptível de cerca de 10% do corpo primário. A sua órbita ainda não foi determinada, mas tinha uma separação de apenas cerca de 420 km de distância do primário no momento da sua descoberta, com um eventual período orbital de cerca de meio dia e um diâmetro estimado de 161 km.